# Turnera incana
Turnera incana är en passionsblomsväxtart som beskrevs av Jacques Cambessèdes. Turnera incana ingår i släktet Turnera och familjen passionsblomsväxter. Inga underarter finns listade i Catalogue of Life.